# П'єр Ніан
П'єр Ніан (5 квітня 1925 — 12 січня 1993) — бельгійський велогонщик.
Срібний призер Олімпійських Ігор 1948 року в гіті на 1 км.